# Lijst van rijksmonumenten in Vasse
De plaats Vasse telt 18 inschrijvingen in het rijksmonumentenregister. Hieronder een overzicht.
| Object                                                                    | Oorspronkelijke functie?  | Bouwjaar  | Architect | Locatie               | Coördinaten?                  | Nr.?   | Afbeelding                                                                |
| ------------------------------------------------------------------------- | ------------------------- | --------- | --------- | --------------------- | ----------------------------- | ------ | ------------------------------------------------------------------------- |
| de Mast                                                                   | Industrie- en poldermolen | 1433      |           | Denekamperweg bij 246 | 52° 25' 32" NB, 6° 50' 60" OL | 35763  | Meer afbeeldingen                                                         |
| Erve de mast                                                              | Boerderij                 |           |           | Denekamperweg 246     | 52° 25' 30" NB, 6° 51' 1" OL  | 35764  | Meer afbeeldingen                                                         |
| Gaaf eenbeukig vakwerkschuurtje                                           | Boerderij                 |           |           | Denekamperweg 179     | 52° 26' 2" NB, 6° 49' 52" OL  | 35771  | Gaaf eenbeukig vakwerkschuurtje                                           |
| Vakwerkboerderij met houten topgevel boven de baander                     | Boerderij                 |           |           | Denekamperweg 225     | 52° 25' 60" NB, 6° 50' 15" OL | 35772  | Upload foto                                                               |
| Boerderij met een bovenkamer in vakwerk                                   | Boerderij                 |           |           | Denekamperweg 177     | 52° 26' 2" NB, 6° 49' 51" OL  | 35782  | Boerderij met een bovenkamer in vakwerk                                   |
| Terrein waarin grafheuvel                                                 | Archeologisch monument    |           |           |                       | 52° 24' 50" NB, 6° 50' 22" OL | 46065  | Upload foto                                                               |
| Terrein waarin grafheuvel                                                 | Archeologisch monument    |           |           |                       | 52° 25' 5" NB, 6° 50' 43" OL  | 46066  | Upload foto                                                               |
| Terrein waarin 5 grafheuvels                                              | Archeologisch monument    |           |           |                       | 52° 24' 60" NB, 6° 50' 56" OL | 46067  | Terrein waarin 5 grafheuvels                                              |
| Terrein waarin grafheuvel                                                 | Archeologisch monument    |           |           |                       | 52° 25' 3" NB, 6° 50' 56" OL  | 46068  | Upload foto                                                               |
| Terrein waarin grafheuvel                                                 | Archeologisch monument    |           |           |                       | 52° 24' 53" NB, 6° 51' 0" OL  | 46069  | Upload foto                                                               |
| Terrein waarin een grafheuvel                                             | Archeologisch monument    |           |           |                       | 52° 24' 53" NB, 6° 51' 4" OL  | 46070  | Upload foto                                                               |
| Terrein waarin een grafheuvel                                             | Archeologisch monument    |           |           |                       | 52° 24' 55" NB, 6° 51' 5" OL  | 46071  | Terrein waarin een grafheuvel                                             |
| Terrein waarin grafheuvel                                                 | Archeologisch monument    |           |           |                       | 52° 24' 57" NB, 6° 49' 52" OL | 46072  | Upload foto                                                               |
| Terrein waarin grafheuvel                                                 | Archeologisch monument    |           |           |                       | 52° 25' 18" NB, 6° 50' 42" OL | 46073  | Upload foto                                                               |
| Terrein waarin grafheuvel                                                 | Archeologisch monument    |           |           |                       | 52° 25' 22" NB, 6° 50' 28" OL | 46074  | Upload foto                                                               |
| Terrein waarin grafheuvel                                                 | Archeologisch monument    |           |           |                       | 52° 25' 9" NB, 6° 50' 43" OL  | 46075  | Upload foto                                                               |
| Bakstenen boerderij van het dwarshuistype met tweekapsschuur              | Boerderij                 | 1905      |           | Beekzijdeweg 33       | 52° 25' 29" NB, 6° 50' 11" OL | 507950 | Upload foto                                                               |
| Bakstenen schuur onder zadeldak met oud hollandse pannen gedekt           | Boerderij                 | 1890-1900 |           | Beekzijdeweg 33       | 52° 25' 29" NB, 6° 50' 11" OL | 507951 | Upload foto                                                               |
| Gave driebeukige vakwerkschuur                                            | Boerderij                 |           |           | Beekzijdeweg 31       | 52° 25' 29" NB, 6° 50' 0" OL  | 35766  | Meer afbeeldingen                                                         |
| Gave eenbeukige vakwerkschuur het vakwerk gedicht met baksteen en planken | Boerderij                 |           |           | Beekzijdeweg 33       | 52° 25' 29" NB, 6° 50' 11" OL | 35767  | Gave eenbeukige vakwerkschuur het vakwerk gedicht met baksteen en planken |